# Rift House
Rift House – osada w Anglii, w hrabstwie ceremonialnym Durham, w dystrykcie (unitary authority) Hartlepool. Leży 25 km na południowy wschód od miasta Durham i 359 km na północ od Londynu.